# Roraima
Pour l’article homonyme, voir Mont Roraima.
Le Roraima (prononcé en portugais : [ʁoˈɾajmɐ]) est un État brésilien situé dans la Région Nord. En 2019, l'État, qui compte 0,3 % de la population brésilienne, est responsable de 0,17 % du PIB du pays,,,.

## Géographie
C'est la plus septentrionale des unités de la Fédération et a comme limite le Venezuela (au Nord et au Nord-Ouest), le Guyana (à l'Est), l'État du Pará (au Sud-Est) et l'État de l'Amazonas (au Sud et à l’Ouest). Il occupe une surface de 225 116 km2, c'est l'État le moins peuplé (450 479 habitants en 2019) de tous les États du Brésil et aussi celui qui a la plus faible densité de population (1,7 habitant au km2). Il abrite le point le plus septentrional du Brésil : le mont Caburaí et une bonne partie de son territoire se trouve dans l'hémisphère nord. Sa capitale est Boa Vista. Ses agglomérations les plus peuplées sont Boa Vista, Alto Alegre, Caracaraí et Rorainópolis.
Le profil en est très varié. Aux frontières avec le Venezuela et la Guyana, nous avons les Serras de Parima et de Paracaina où se trouve le mont Roraima avec 2 810 m d’altitude.
Les principales rivières de Roraima sont les rios Branco, Uraricoera, Catrimani, Alalaú et Takutu.
Son climat est équatorial et tropical (au Nord, au Sud et à l'Ouest), et tropical à l'Est.
Roraima contient une partie de la réserve indigène des Ianomânis ; on y trouve aussi la forêt nationale de Roraima.

## Hydrographie
L'hydrographie de l'État du Roraima fait partie du bassin de l'Amazone et comprend essentiellement le sous-bassin du rio Branco (345 530 km2). Cette rivière est un des affluents du rio Negro.
Principaux affluents du rio Branco :
- Rio Água Boa do Univiní
- Rio Ajaraní
- Rio Catrimari - (17 269 km2) ou Catrimani
- Rio Cauamé
- Rio Mucajaí - (21 602 km2)
- Rio Xeruiní

En plus de ces rivières nous avons (avec la surface de leur bassin)
- Rio Anauá - (25 151 km2)
- Takutu - (42 904 km2)
- Rio Uraricoera - (52 184 km2),

## Histoire
Après l'arrivée des Européens, les terres sont disputées par des Brésiliens d’origine portugaise, des Hollandais, des Espagnols et des Britanniques mais ce nouveau peuplement s'implante en nombre seulement au XVIIIe siècle, après l'élimination d'un grand nombre d'indigènes. On y situe du XVIe  au  XVIIIe siècle le lac Parimé, lieu supposé de l'Eldorado au pied des montagnes le séparant des Guyanes.
La création de la freguesia de Notre-Dame du Carme en 1858, transformée en municipalité de Boa Vista en 1890 consolide l'organisation locale. La dispute pour les terres avec le Royaume-Uni, à la frontière de la Guyana ne se termine qu’en 1904 avec l'arbitrage du souverain italien Victor-Emmanuel III qui retire une partie du territoire du Pariri, incorporé à la Guyane britannique.
En 1943, avec la division de l'État d'Amazonas, est créé le Territoire fédéral de Rio Branco, qui est appelé Roraima en 1962. Son occupation effective n’a lieu qu’avec la découverte d'or et de diamant. En 1988, Roraima est transformé en État.
En 2004, un important conflit surgit à propos de la démarcation de la réserve indigène Raposa Terra do Sol (pt) qui occupe 1,7 million d’hectares et abrite quinze mille Indiens de cinq ethnies. Le gouvernement fédéral, en accord avec la plupart des Indiens, a décidé qu'elle serait continue c'est-à-dire que la ville de Uiramutã, des fermes de culture de riz et la région de frontière avec la Guyana et le Venezuela en feraient partie. Le gouvernement de l'État du Roraima et les fermiers désirent que l'homologation soit discontinue, c'est-à-dire que ces territoires soient des enclaves blanches dans la réserve. Finalement, le point de vue fédéral l’emporte.
L’actuelle crise économique, sociale et politique au Venezuela voisin pousse plusieurs dizaines de milliers de ses  citoyens à aller chercher de meilleures conditions de vie au Brésil, notamment dans le Roraima et plus particulièrement à Boa Vista qui est la grande ville brésilienne la plus proche de la frontière entre le Brésil et le Venezuela, amenant en octobre 2016 le gouvernement du Roraima à réclamer l’aide de la fédération brésilienne. Parmi cet afflux de population, les amérindiens de l’ethnie Warao — venus, près d’un millier de kilomètres au nord de Boa Vista, du delta de l'Orénoque en canot, puis en autocar, auto-stop ou taxi — sont l’objet de mesures d'expulsion du Brésil, revenant cependant à Boa Vista.
Le gouvernement de Jair Bolsonaro fait part de son intention en décembre 2018 de permettre l'exploitation des ressources naturelles de la réserve indigène Raposa Serra do Sol.

### Gouverneurs
| Période | Période  | Identité                     | Étiquette | Qualité |
| ------- | -------- | ---------------------------- | --------- | ------- |
| 1988    | 1991     | Romero Jucá                  | PSDB      |         |
| 1991    | 1995     | Ottomar Pinto                | PTB       |         |
| 1995    | 2002     | Neudo Ribeiro Campos         | PPB       |         |
| 2002    | 2004     | Francisco Flamarion Portela  | PSL       |         |
| 2004    | 2007     | Ottomar Pinto                | PTB       |         |
| 2007    | 2014     | José de Anchieta Júnior      | PSDB      |         |
| 2014    | 2014     | Francisco de Assis Rodrigues | DEM       |         |
| 2015    | 2018     | Suely Campos                 | PP        |         |
| 2019    | en cours | Antônio Denarium             | PSL       |         |

## Économie
L'économie est basée sur l'agriculture, l'élevage et l'extraction du (bois, de l'or, de diamants et de la cassitérite). On y cultive surtout, sans techniques modernes, le riz, les haricots, le maïs et la banane.
L'agriculture et l'élevage occupent moins de 15 % de la surface. Une bonne partie des terres est inaccessible et 70 % de l'État est occupé par la forêt amazonienne.
Une partie importante de l'électricité consommée dans l'État provient du Venezuela voisin (50 à 80 selon les sources). L'État du Roraima dépend également du Venezuela pour sa fourniture d'engrais et de calcaire.

## Les communes du Roraima
- Les données de population sont tirées de . Les autres données de  et de
- Les municipalités et pays limitrophes sont cités dans l'ordre Nord, Est, Sud et Ouest.

| Municipalité       | Pop.   | Surf. km² | Alt. m | T, °C Moyenne | Limites                                                                                                  | Activités                                     |
| ------------------ | ------ | --------- | ------ | ------------- | --- | --------------------------------------------- |
| Boa Vista          | 242179 | 5687      | 85     | 28            | Amajarí, Pacaraima, Normandia, Bonfim, Cantá, Mucajaí et Alto Alegre                                     | Commerce et élevage                           |
| Rorainópolis       | 24615  | 33745     | 98     | 26            | Caracarai, São Luiz, São João da Baliza et l'État d'Amazonas                                             | Agriculture et élevage                        |
| Alto Alegre        | 22102  | 26 110    | 72     | 27,5          | Amajari, Boa Vista, Mucajai, Iracema, et l'État d'Amazonas                                               | Agriculture et élevage                        |
| Caracaraí          | 17746  | 47624     | 52     | 32            | Iracema, Cantá, Bonfim, Guiana, caroebe, São João da Baliza, São luiz, Rorainopolis et l'État d'Amazonas | Agriculture, pêche et commerce.               |
| Bonfim             | 12626  | 8131      | 92     | 27,5          | Normandia, Guiana, Caracarai, Cantá et Boa Vista                                                         | Agriculture et élevage                        |
| Amajari            | 6087   | 28598     | 100    | 26            | La Venezuela, Pacaraima, Boa Vista et Alto Alegre                                                        | Élevage, fromage et Beurre                    |
| Mucajaí            | 11649  | 11981     | 70     | 27            | Alto Alegre, Boa Vista, Cantá et Iracema                                                                 | Agriculture, élevage et extraction minière    |
| Cantá              | 10482  | 7691      | 100    | 27,5          | Boa Vista, Bonfim, Caracarai, Iracema, et Mucajai                                                        | Agriculture et élevage (Capitale de l'ananas) |
| Pacaraima          | 8215   | 8064      | 920    | 22            | Venezuela, Uiramutã, Normandia, Boa Vista et Amajari                                                     | Agriculture, élevage et commerce de frontière |
| São Luiz           | 6490   | 1534      | 52     | 30            | Caracaraí, São João da Baliza et Rorainópolis                                                            | Agriculture et élevage                        |
| Uiramutã           | 6430   | 8091      | -      | 26            | La Guiana, Normandia, Pacaraima et le Venezuela                                                          | Agriculture                                   |
| Iracema            | 6060   | 14404     | 80     | 27            | Alto Alegre, Mucarai, Cantá, Caracarai et Barcelos (AM)                                                  | Agriculture élevage                           |
| Caroebe            | 5869   | 12098     | 135    | 27            | Caracarai, Guiana, l'État du Pará, l'État de l'Amazonas et São João da Baliza                            | Agriculture, élevage et énergie électrique    |
| São João da Baliza | 5432   | 4325      | 255    | 27            | Caracarai, Caroebe, Urucará (Amazonas), Roraimopolis et São Luiz                                         | Agriculture et commerce.                      |
| Normandia          | 5335   | 7008      | 100    | 26            | Uiramutã, Guiana, Bonfim, Boa vista et Pacaraima                                                         | Tourisme, agriculture et élevage              |

## Personnalités
Bianca Matte (1990-), reine de beauté, est née à Boa Vista.